# Contea di Union (Indiana)
La contea di Union (in inglese Union County) è una contea dello Stato dell'Indiana, negli Stati Uniti. La popolazione al censimento del 2000 era di 7 349 abitanti. Il capoluogo di contea è Liberty.